# Earl of Wessex

Wappen des Earl of Wessex (1999)

Earl of Wessex ist ein erblicher britischer Adelstitel, der je einmal im angelsächsischen England und einmal erst in der Peerage of the United Kingdom verliehen wurde.

## Verleihungen

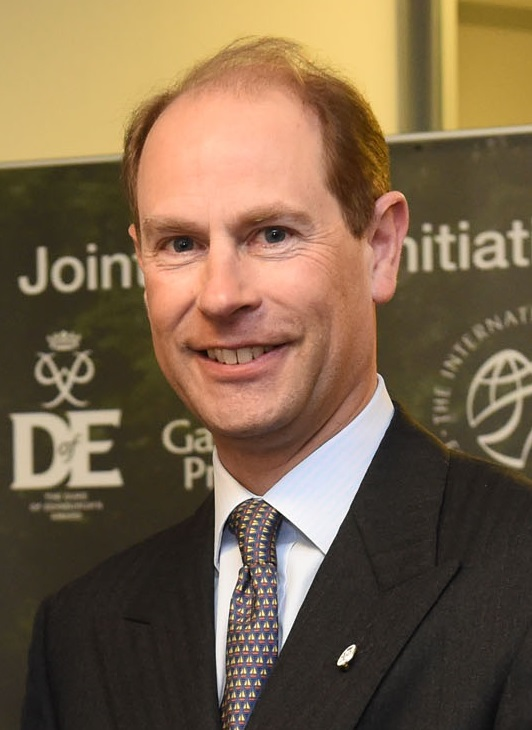
Edward, Duke of Edinburgh, 1. Earl of Wessex

Die erste Verleihung erfolgte in den 1020er Jahren durch Knut den Großen an Godwin von Wessex. Nach dessen Tod ging der Titel auf seinen Sohn Harald über. Dieser wurde 1066 als Harald II. zum König von England gekrönt und seine Titel erloschen durch Verschmelzen mit der Krone. Noch im selben Jahr endete mit seinem Tod in der Schlacht von Hastings die Herrschaft der Angelsachsen über England.
Die zweite Verleihung nahm Königin Elisabeth II. zugunsten ihres vierten Kindes und dritten Sohnes Prinz Edward anlässlich seiner Hochzeit mit Sophie Helen Rhys-Jones am 19. Juni 1999 vor, nebst dem nachgeordneten Titel Viscount Severn. Eigentlich war erwartet worden, dass Edward den Titel Duke of Cambridge erhalten würde. Weil Edward aber nur an siebter Stelle in der Reihenfolge der britischen Thronfolge stand, erhielt er den unter dem Rang eines Dukes stehenden Titel eines Earls. Das Königshaus hat bekanntgegeben, dass er später einmal den Titel Duke of Edinburgh erhalten werde, den bis zu seinem Tod sein Vater Prinz Philip trug. Anlässlich seines Geburtstags am 10. März 2019 verlieh ihm Königin Elizabeth II. auch den Adelstitel Earl of Forfar. Am 10. März 2023 verlieh König Charles III. Edward auf Lebenszeit den Titel des Duke of Edinburgh. Seinen nun nachrangigen Titel des Earl of Wessex führt seither sein Sohn James als Höflichkeitstitel.

## Liste der Earls of Wessex

### Earls of Wessex, erste Verleihung (nach 1020)
- Godwin, Earl of Wessex (* um 1001; † 1053)
- Harold Godwinson, Earl of Wessex (* 1022; † 1066), 1066 als Harald II. gekrönt

### Earls of Wessex, zweite Verleihung (1999)
- Prince Edward, Duke of Edinburgh, 1. Earl of Wessex (* 1964)

Titelerbe (Heir Apparent) ist sein Sohn James, Earl of Wessex (* 2007).